# 珍愛真愛風行精選集
《珍愛真愛風行精選集》是新加坡歌手永邦的精選輯，於2005年8月5日發行。

## 曲目
1. 你是我最深愛的人
2. 男人淚
3. 野百合也有春天
4. 挽回時間
5. 一追再追
6. So Long
7. 藍雨
8. 每次都想呼喊你的名字
9. 一路上有你
10. 死心塌地
11. 尋情記
12. 天堂
13. Magic
14. Melody
15. 威尼斯的淚
16. 支離人
17. 放了他
18. I Found You
19. 怎麼還是沒人愛
20. 魔鬼的交易
21. 廢墟
22. 祕密
23. Bum It Up
24. 心手相連
25. 大爺
26. Sahara
27. Tell Me Baby

## 抄襲成份
其中Melody一曲乃是抄襲日本Key所發行的AVG游戏《AIR》主題曲，Magic一曲抄襲自日本作曲家須釜俊一之作品。
此事件造成台灣ACG迷強烈不滿，直接寫信向日本Key反應，也使日方對此發表抗議聲明。
台灣平面媒體不久將此事件報導，而歌手永邦在採訪中強調從未參與這張專輯的收歌與製作，都由季忠平的「也是音樂」籌劃。季忠平則表示兩首歌原本是要給永邦新專輯翻唱使用，事先已取得中國地區授權，但因作業疏失，導致歌曲未經台灣地區授權提前在台灣發行，對日本創作人深表歉意。
被抄襲作品的日本Key和須釜俊一則反駁此說法，各自在網站表明季忠平並沒有購買該曲的版權。日本Key並表示已向台灣SONY BMG反應，須釜俊一則委託律師處理，並對季忠平不誠實的說法感到遺憾。
的抄襲事件在Key要求下，公開道歉後平息，一曲則未有回應。